# 吴海鹰
吴海鹰（1963年5月—），女，回族，甘肃临潭人，中华人民共和国政治人物，中国共产党党员，第十一届全国人民代表大会宁夏地区代表。

## 生平
毕业于同济大学技术经济与管理专业。2008年1月，担任宁夏回族自治区人口与计划生育委员会主任。2008年起担任全国人大代表。2010年12月任中国科协办公厅主任，2014年1月任中国科协党组成员，2015年5月任中国科协书记处书记。